# President’s Cup 2017
Der President’s Cup 2017 ist ein Tennisturnier der ATP Challenger Tour 2017 für Herren und ein Tennisturnier des ITF Women’s Circuit 2017 für Damen in Astana. Sie fanden zeitgleich vom 17. bis 23. Juli 2017 statt.